# Gabriela Osvaldová

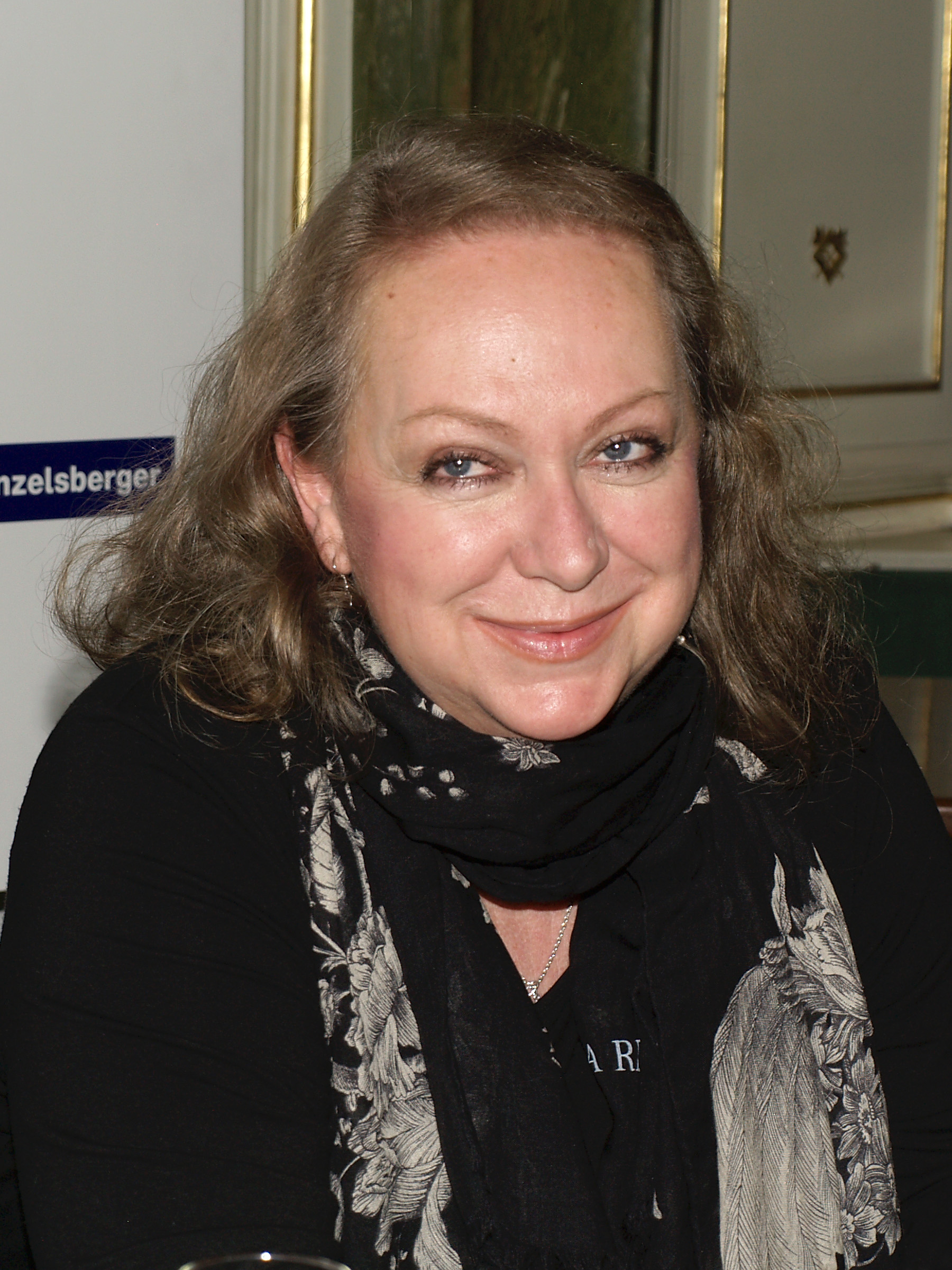
Gabriela Osvaldová

Gabriela Osvaldová, znana również jako Gábina Osvaldová (ur. 25 lipca 1953 w Pradze) – czeska aktorka i autorka tekstów.
Ukończyła aktorstwo na DAMU (1975).
Zagrała w filmie Mareczku, podaj mi pióro! z 1976 roku. Od 2004 roku zasiada w jury programu Česko hledá SuperStar.